# Ostatnia bitwa (film)
Ostatnia bitwa (tytuł oryg. Ji jie hao) – hongkońsko–chiński dramat wojenny w reżyserii Fenga Xiaoganga, którego premiera odbyła się 9 października 2007 roku.

## Fabuła
W 1948 roku podczas chińskiej wojny domowej nadchodzi jedna z największych bitew w historii kraju. Kapitanowi Guzidi zostaje zlecona specjalna misja, w której wraz ze swoim oddziałem musi przedrzeć się na wysunięty przyczółek i bronić go do skończenia się amunicji. Przeciwnik zyskuje coraz większą przewagę. Guzidi wiedząc, że inne oddziały jego 9 Kompanii opuściły okolice przyczółku musi podjąć decyzję czy zginąć czy zaryzykować zarzut dezercji i uratować życie swoim żołnierzom.

## Obsada
Źródło: Filmweb

- Deng Chao – Zhao Erdou
- Yuan Wenkang – Wang Jincun
- Zhang Hanyu – Gu Zidi
- Wang Baoqiang – Maocai Jiang
- Zhao Shaokang – Lao Ciwei
- Heng Fu – Luo Guangtian
- Hu Jun – Liu Zeshui
- Liao Fan – Jiao Dapeng

## Nagrody i nominacje
Źródło: Internet Movie Database
| Rok  | Miejsce                               | Nagroda                     | Kategoria                      | Odbiorcy i nominowani | Wynik     |
| ---- | ------------------------------------- | --------------------------- | ------------------------------ | --------------------- | --------- |
| 2008 | Beijing College Student Film Festival | Jury Award                  | Best Film                      |                       | Wygrana   |
| 2008 | Beijing College Student Film Festival | Jury Award                  | Best Actor                     | Zhang Hanyu           | Wygrana   |
| 2008 | Beijing College Student Film Festival | Jury Award                  | Best Director                  | Feng Xiaogang         | Wygrana   |
| 2008 | Deauville Asian Film Festival         | Action Asia Award           |                                | Feng Xiaogang         | Wygrana   |
| 2008 | Golden Horse Film Festival            | Golden Horse Award          | Best Actor                     | Zhang Hanyu           | Wygrana   |
| 2008 | Golden Horse Film Festival            | Golden Horse Award          | Best Visual Effects            | Phil Jones            | Nominacja |
| 2008 | Hundred Flowers Awards                | Hundred Flowers Award       | Best Film                      |                       | Wygrana   |
| 2008 | Hundred Flowers Awards                | Hundred Flowers Award       | Best Actor                     | Zhang Hanyu           | Wygrana   |
| 2008 | Hundred Flowers Awards                | Hundred Flowers Award       | Best Supporting Actor          | Deng Chao             | Wygrana   |
| 2008 | Hundred Flowers Awards                | Hundred Flowers Award       | Best Director                  | Feng Xiaogang         | Wygrana   |
| 2008 | Hundred Flowers Awards                | Hundred Flowers Award       | Best Actress                   | Tang Yan              | Nominacja |
| 2008 | Hundred Flowers Awards                | Hundred Flowers Award       | Best Supporting Actress        | Luo Haiqiong          | Nominacja |
| 2008 | Hundred Flowers Awards                | Hundred Flowers Award       | Best New Performer             | Yuan Wenkang          | Nominacja |
| 2008 | Shanghai Film Critics Awards          | Film of Merit               |                                |                       | Wygrana   |
| 2008 | Shanghai Film Critics Awards          | Shanghai Film Critics Award | Best Director                  | Feng Xiaogang         | Wygrana   |
| 2009 | Golden Phoenix Awards                 | Golden Phoenix Award        | Male Actor in a Motion Picture | Zhang Hanyu           | Wygrana   |
| 2009 | Golden Phoenix Awards                 | Golden Phoenix Award        | Male Actor in a Motion Picture | Deng Chao             | Wygrana   |
| 2009 | Golden Rooster Awards                 | Golden Rooster              | Best Film                      |                       | Wygrana   |
| 2009 | Golden Rooster Awards                 | Golden Rooster              | Best Director                  | Feng Xiaogang         | Wygrana   |
| 2009 | Golden Rooster Awards                 | Golden Rooster              | Best Cinematography            | Lü Yue                | Wygrana   |
| 2009 | Golden Rooster Awards                 | Golden Rooster              | Best Music                     | Wang Liguang          | Wygrana   |
| 2009 | Golden Rooster Awards                 | Golden Rooster              | Best Actor                     | Zhang Hanyu           | Nominacja |
| 2009 | Golden Rooster Awards                 | Golden Rooster              | Best Supporting Actor          | Deng Chao             | Nominacja |
| 2009 | Golden Rooster Awards                 | Golden Rooster              | Best Screenplay                | Liu Heng              | Nominacja |
| 2009 | Golden Rooster Awards                 | Golden Rooster              | Best Art Direction             |                       | Nominacja |
| 2009 | Golden Rooster Awards                 | Golden Rooster              | Best Sound                     | Wang Danrong          | Nominacja |
| 2009 | Hong Kong Film Awards                 | Hong Kong Film Award        | Best Asian Film                | Chiny                 | Wygrana   |
| 2009 | Huabiao Awards                        | Huabiao Award               | Oustanding Music               | Wang Liguang          | Wygrana   |
| 2009 | Huabiao Awards                        | Huabiao Award               | Outstanding Actor              | Zhang Hanyu           | Wygrana   |
| 2009 | Huabiao Awards                        | Huabiao Award               | Outstanding Director           | Feng Xiaogang         | Wygrana   |